# Sigmund Strecker

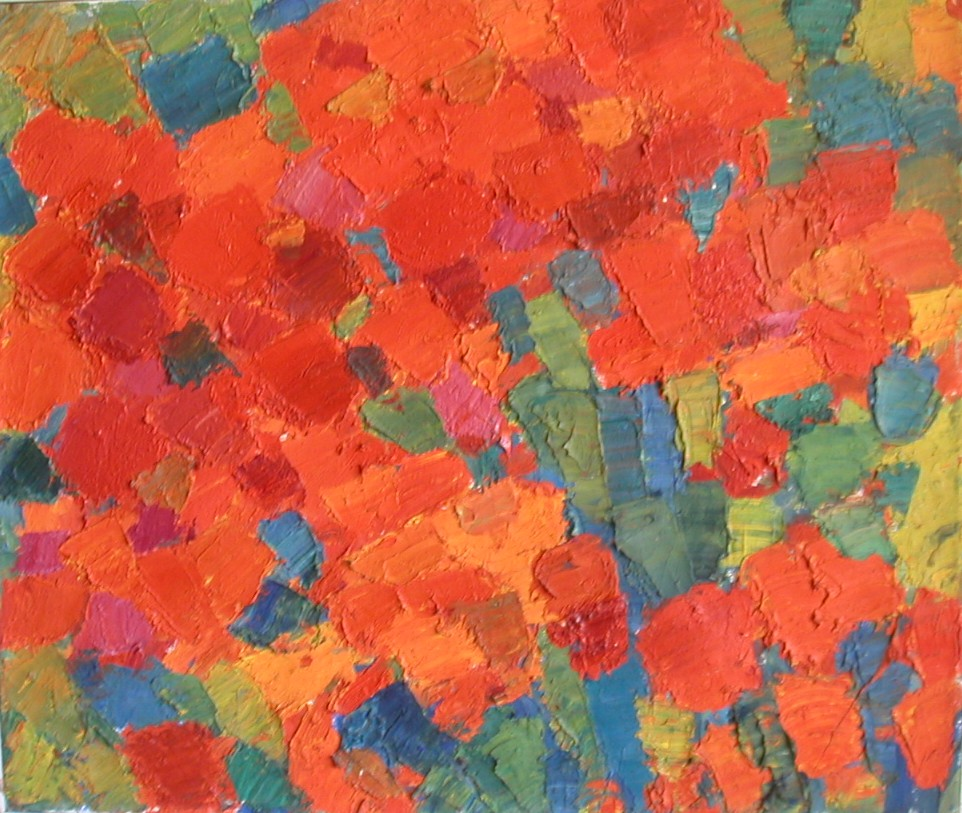
Sigmund Strecker: Blumen in Spachteltechnik, vermutlich Ende der 1960er Jahre

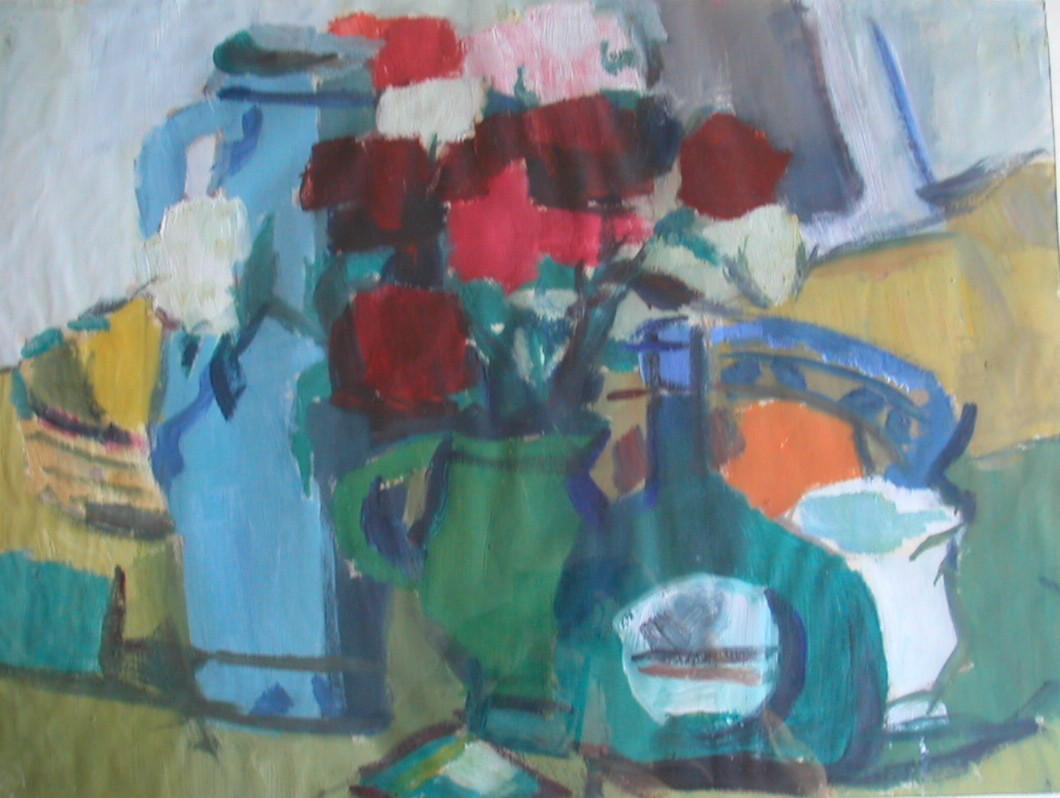
Stillleben mit Bocksbeutel, 1940er Jahre

Sigmund Strecker (* 6. August 1914 in Bodenfelde an der Weser; † 1969 in Halle, Westfalen) war ein deutscher Maler des poetischen Realismus.

## Leben und Werk
Sein Vater, ein Lehrer, fiel 1917 im Ersten Weltkrieg, 1927 starb seine Mutter. Ab 1927 besuchte er das humanistische Gymnasium der Franckeschen Stiftungen in Halle an der Saale. 1934 begann er mit dem Studium an der Staatlichen Hochschule für Kunsterziehung in Berlin und wurde dort von den Expressionisten und Malern der Neuen Sachlichkeit beeinflusst. Er setzte seine Studien an der Kunstakademie Düsseldorf fort. 1939 zog er mit seiner Ehefrau Ilse nach Magdeburg, wo sein Schwiegervater Richard Winckel (1870–1941) Professor an der Kunstgewerbeschule war.
1940 wurde er zum Kriegsdienst eingezogen. Nach der Entlassung aus amerikanischer Kriegsgefangenschaft ließ er sich mit seiner Familie (inzwischen hat er drei Söhne) in Neuenkirchen (heute Ortsteil von Melle) nieder, wo er Landschaften, Stillleben und Porträts in unterschiedlichen Techniken malte.
Zwischen 1954 und 1969 lebte und arbeitete der Künstler in Halle (Westf.). 1965 erkrankte er schwer, 1969 schied er durch Freitod aus dem Leben.
Sein Sohn Bernhard betreibt ein privates Museum in Neuenkirchen, das seinen Namen trägt. Eine Außenstelle des Museums befindet sich in Halle (Westf.). Ein weiterer Sohn ist der Ethnologe Ivo Strecker.

## Ausstellungen
- 1967: Sigmund Strecker – Gemälde,  Städtisches Kunsthaus Bielefeld
- 1995: Sigmund Strecker – Maler,  Bielefelder Kunstverein, Bielefeld